# Lijst van voetbalinterlands Indonesië - Oost-Timor
Deze lijst van voetbalinterlands is een overzicht van alle officiële voetbalinterlands tussen de nationale teams van Indonesië en Oost-Timor. De buurlanden hebben tot nu toe vier keer tegen elkaar gespeeld. De eerste ontmoeting, een vriendschappelijke wedstrijd, werd gespeeld in Palembang op 21 november 2010. Het laatste duel, eveneens een vriendschappelijke wedstrijd, vond plaats op 30 januari 2022 in Gianyar.

## Wedstrijden
| № | Plaats    | Datum            | Competitie             | Wedstrijd              | Uitslag |
| - | --------- | ---------------- | ---------------------- | ---------------------- | ------- |
| 1 | Palembang | 21 november 2010 | Vriendschappelijk      | Indonesië − Oost-Timor | 6 − 0   |
| 2 | Jakarta   | 13 november 2018 | Zuidoost-Azië Cup 2018 | Indonesië − Oost-Timor | 3 − 1   |
| 3 | Gianyar   | 27 januari 2022  | Vriendschappelijk      | Indonesië − Oost-Timor | 4 − 1   |
| 4 | Gianyar   | 30 januari 2022  | Vriendschappelijk      | Indonesië – Oost-Timor | 3 – 0   |

## Samenvatting
| Competitie        | Totaal gespeeld | Winst Indonesië | Gelijk | Winst Oost-Timor | Doelsaldo Indonesië – Oost-Timor |
| ----------------- | --------------- | --------------- | ------ | ---------------- | -------------------------------- |
| Zuidoost-Azië Cup | 1               | 1               | 0      | 0                | 3 − 1                            |
| Vriendschappelijk | 3               | 3               | 0      | 0                | 13 − 1                           |
| Totaal            | 4               | 4               | 0      | 0                | 16 − 2                           |

PSSI · 
Indonesisch vrouwenelftal
WK 1938
OS 1956
Afghanistan ·
Andorra ·
Argentinië ·
Australië ·
Bahrein ·
Bangladesh ·
Bhutan ·
Bosnië en Herzegovina ·
Brunei ·
Bulgarije ·
Burundi ·
Cambodja ·
Canada ·
China ·
Cuba ·
Curaçao ·
DDR ·
Denemarken ·
Dominicaanse Republiek ·
Egypte ·
Estland ·
Fiji ·
Filipijnen ·
Ghana ·
Guinee ·
Guyana ·
Hongarije ·
Hongkong ·
India ·
Irak ·
Iran ·
Jamaica ·
Japan ·
Jemen ·
Joegoslavië ·
Jordanië ·
Kameroen ·
Kenia ·
Kirgizië ·
Koeweit ·
Kroatië ·
Laos ·
Liberia ·
Libië ·
Liechtenstein ·
Litouwen ·
Malediven ·
Maleisië ·
Malta ·
Marokko ·
Mauritius ·
Moldavië ·
Myanmar ·
Nederland ·
Nepal ·
Nieuw-Zeeland ·
Nigeria ·
Noord-Korea ·
Oezbekistan ·
Oman ·
Oost-Timor ·
Pakistan ·
Palestina ·
Papoea-Nieuw-Guinea ·
Paraguay ·
Puerto Rico ·
Qatar ·
Saoedi-Arabië ·
Senegal ·
Singapore ·
Sri Lanka ·
Syrië ·
Taiwan ·
Tanzania ·
Thailand ·
Turkmenistan ·
Uruguay ·
Vanuatu ·
Verenigde Arabische Emiraten ·
Vietnam ·
Zimbabwe ·
Zuid-Jemen ·
Zuid-Korea ·
Zuid-Vietnam
FFTL · A-internationals · Oost-Timorees vrouwenelftal
2000 – 2009 · 
2010 – 2019
2003 · 
2004 · 
2005 · 
2006 · 
2007 · 
2008 · 
2009 · 
2010 · 
2011 · 
2012 ·
2015 ·
2016
Brunei ·
Cambodja ·
Filipijnen ·
Hongkong ·
Indonesië ·
Laos ·
Libanon ·
Malediven ·
Maleisië ·
Mongolië ·
Myanmar ·
Nepal ·
Palestina ·
Saoedi-Arabië ·
Singapore ·
Tadzjikistan ·
Taiwan ·
Thailand ·
Verenigde Arabische Emiraten